# Argyrophis
Argyrophis is een geslacht van slangen uit de familie wormslangen (Typhlopidae).

## Naam en indeling
De wetenschappelijke naam van de groep werd voor het eerst voorgesteld door John Edward Gray in 1845. De slangen werden eerder aan andere geslachten toegekend, zoals Typhlops en Asiatyphlops. Er zijn twaalf soorten, inclusief de pas in 2001 beschreven soort Argyrophis roxaneae.

## Verspreiding en habitat
De wormslangen komen voor in delen van Azië en leven in de landen India, Nepal, Bangladesh, Bhutan, Myanmar, Vietnam, China, Cambodja, Thailand, Laos, Maleisië, Indonesië, Taiwan en Singapore.
De habitat bestaat uit vochtige tropische en subtropische bossen en verschillende typen graslanden en scrublands. Ook in door de mens aangepaste streken zoals akkers en plantages kunnen de dieren worden aangetroffen. Van veel soorten is de habitat nog niet bekend.

## Beschermingsstatus
Door de internationale natuurbeschermingsorganisatie IUCN is aan elf soorten een beschermingsstatus toegewezen. Twee soorten worden beschouwd als 'veilig' (Least Concern of LC) en negen soorten als 'onzeker' (Data Deficient of DD).

## Soorten
Het geslacht omvat de volgende soorten, met de auteur en het verspreidingsgebied.
| Naam                       | Auteur          | Verspreidingsgebied                                                                                      | Beschermingsstatus |
| -------------------------- | --------------- | --- | ------------------ |
| Argyrophis bothriorhynchus | Günther, 1864   | India, Nepal, Myanmar, Maleisië                                                                          |                    |
| Argyrophis diardii         | Schlegel, 1839  | India, Nepal, Bangladesh, Bhutan, Myanmar, Vietnam, China, Cambodja, Thailand, Laos, Maleisië, Indonesië |                    |
| Argyrophis fuscus          | Duméril, 1851   | Indonesië                                                                                                | Niet geëvalueerd   |
| Argyrophis giadinhensis    | Bourret, 1937   | Vietnam                                                                                                  |                    |
| Argyrophis hypsobothrius   | Werner, 1917    | Indonesië                                                                                                |                    |
| Argyrophis klemmeri        | Taylor, 1962    | Maleisië                                                                                                 |                    |
| Argyrophis koshunensis     | Oshima, 1916    | Taiwan                                                                                                   |                    |
| Argyrophis muelleri        | Schlegel, 1839  | Myanmar, Thailand, Cambodja, Vietnam, Maleisië, Singapore, Indonesië                                     |                    |
| Argyrophis oatesii         | Boulenger, 1890 | Myanmar, India                                                                                           |                    |
| Argyrophis roxaneae        | Wallach, 2001   | Thailand                                                                                                 |                    |
| Argyrophis siamensis       | Günther, 1864   | Thailand, Cambodja, Vietnam                                                                              |                    |
| Argyrophis trangensis      | Taylor, 1962    | Thailand                                                                                                 |                    |